# 新疆隙蛛
新疆隙蛛（学名：Coelotes xinjiangensis）为暗蛛科隙蛛属的动物。在中国大陆，分布于新疆等地。该物种的模式产地在新疆。